# ランドネット
ランドネット（Randnet）は64DDを接続したNINTENDO 64による、インターネットを使用したかつてのネットワークサービスである。

## 概要
NINTENDO64の市販化当初より64DDを用いたネットワーク接続サービスとして計画されていたが、実用化・商用化が遅れに遅れ、1999年に入って任天堂とリクルートの合弁会社である株式会社ランドネットディディを通じて「ランドネット」として同年中にサービス展開を開始する運びとなった。
それまでは「エンターネットサービス」という名称で広報活動が行われた。さらにランドネットの名称が決まるまでのあいだ、開始時期や課金方法などさまざまな点で二転三転、なんらかの発表をした後それを修正する発表を行うことが多く、いつ開始されるのかすら不透明になっていった。結果、結局NINTENDO64発売から遠くなく開始されるとみられていたサービスはNINTENDO64末期の2000年まで先延ばしされることになった。
1999年初夏に、同年11月から64DDのレンタル（貸与）を含めたランドネットのサービス入会受付が開始されることを発表した。しかし当初はコールセンターまたは一部のゲーム取扱店で入手した資料か、ニンテンドウパワーで提携関係にあるLoppiを介して申し込む通信販売の形態を取っていた。また、
- 64DD単体と専用ソフトの入手経路がランドネット会員に限定されたことで、ランドネットへの入会が必須であったこと。
- ランドネットへの入会申込みにはクレジットカードが必要で、機器の購入ができず毎月料金制（機器のレンタル）しか選択できず、他の決済手段は当初扱わなかったこと。
- 定額料金には64DD・専用ソフト・モデムなどの周辺機器のレンタル費用相当分と、ランドネットのプロバイダ料金を含んだ形式であったこと。

など、ヘビーユーザーを対象にし、NINTENDO64の主要ユーザーであった児童・生徒ら低年齢層を省みない販売方法だったこと、サービスの開始が大幅に遅れ、2000年のサービス開始から1年で終了したこともあり全く普及しなかった。なお、任天堂は過去のサテラビューにおいてもエンドユーザーの利便性を考慮しない機器の購入・入会方法を採っており、その形態を殆ど改善せずにランドネットに踏襲させたものであった。
料金設定は64DDやモデムなどのレンタルを含めたサービスが月2500円、それに加えてNINTENDO64本体（クリアブラック）のレンタルを加えたものが月3300円で提供されていた。後に量販店等で1年分の料金（30000円）を支払うことでの店頭販売も開始された。
サービスの核となるランドネット（通信）サービスは当初1999年12月に開始する予定であったが、通信用ディスクの開発が遅れたことから2000年2月に延期された。
サービス開始から半年ほどは、ランドネットへのアクセスポイントが「東京03」のみで、拡充後も全国10ヶ所に留まっており、また付属のモデムも28.8kbpsであった。

### サービス終了
宣伝活動も任天堂発売の新作ソフトの広告と比べれば消極的であり、口座振替による支払いを可能にする等の購入を容易にする対応も遅かったことから加入者を伸ばすことが全くできず、また期待されていた『ゼルダの伝説 時のオカリナ』拡張ディスクや『デザエモンDD』、『ウォール街』などのソフトの発売予定すら立たない内に、2000年10月31日をもって入会申込受付が停止となり、同年11月22日に公式サイト及び会員へ送付された文書にてサービス終了が告知され（同時に発売予定ソフトは全て発売中止）、翌2001年2月28日をもってランドネットのサービスは終了した。終了の理由については会員数の伸び悩みのほか、次世代ゲーム機の登場やパソコン等の急速な普及により、64DD向けに優良なコンテンツを提供し続けることが困難となったため、と説明されている。
募集に際しては先着10万人までという人数制限があったものの、実際の加入者はおよそ1万5000人程度であったといわれた。なおランドネット以後のモバイルアダプタGBについては通常の周辺機器として市販されたことで、本機を以て任天堂が関与する直販制の会員専用機器のサービス展開は全廃となった。
1年余りで展開を終えたため、1990年代以降の任天堂のハードの中ではバーチャルボーイ・モバイルアダプタGBと並び影の薄い機器・サービスの一つとなってしまった。なお、買い切りではない月額制の64DDやモデムなどは規約上ランドネットからの貸与品扱いであったが回収（返却）は一切求められず、所有権を放棄された状態にある。
サービス終了に伴い運営会社は清算され、従業員はそれぞれ元の会社に戻り、数々の構想はほとんどが実現されなかった。64DD構想はWiiのWiiConnect24に引継がれ、ランドネット終了から5年後の2006年12月2日のWii発売によって実現した。

## ネットワーク接続
ネットワークにつなぐことが出来たのは、64DD用ソフトのうち『ランドネットディスク』と『マリオアーティスト コミュニケーションキット』の2つのみである。
コミュニケーションキットは『マリオアーティストシリーズ』の作品のやりとりをするための専用サイトしか利用できなかったので、『ランドネットディスク』で利用できるサービスが全体のほとんどを占めていた。
- ランドネットディスクの通常の使用にも支障が出るほど低い漢字変換能力など、技術・インフラ面のユーザー評価は低い。
- 専用ネットワーク内にあるためか、他のインターネットブラウザからはランドネットの会員専用ページに接続する事はできない。

## ランドネットディスクで利用できるサービス
ランドネットを起動するとメンバー選択の後「ランドネットFAN」「NETザブ～ン」「GETモール」「メール」「ニュース」「ヘルプ」のそれぞれにつながるトップページが表示される。
文字入力はコントローラの3Dスティックから可能で、『どうぶつの森』の文字入力はこのシステムを受け継いだものとなっている。
文字入力には別売りのキーボードを使用することも可能で、これは他に対応ソフトが出なかったためランドネットディスク専用の周辺機器となった。

### ランドネットFAN
64DDのソフトやランドネットのサービスを楽しむためのファンサイト的なもの、投稿や投票、クイズなどの参加形式のコーナー、コミュニケーションキットで利用できる「ネットスタジオ」の作品紹介やイベントの案内のサイトなどがあった、ランドネット会員専用のサイト。
ネットスタジオ
コミュニケーションキットで利用できる作品の交換サービス、「ネットスタジオ」についての情報を扱うコーナー。毎週ランドネットが選定するおすすめのユーザー作品「イチオシ」の画像が展示されており、マリオアーティストを使用したイベントの紹介、作品募集も行われていた。
マリオアーティスト道場
マリオアーティストのテクニックを紹介するコーナー。内容としては、それほど深く突っ込んだものではなかった。ポリゴンスタジオ配布前に更新停止。
みんなの掲示板
お題を決めて書き込む掲示板と話題フリーの掲示板、チャットの3つが存在した。お題の掲示板は途中でネットスタジオ掲示板へと変更。また、チャットはマナーの悪い利用者の存在により、後に閉鎖された。
ヘンポ畑
『巨人のドシン1』について、特に決まりも無くユーザーが投稿し、開発者が応えるというコーナー。

### NETザブ～ン
ここからエキサイトの検索が利用でき、インターネット全体への入り口となっていた。少数のオススメサイトへのリンク集もあった。
ネット全体に対しては、子供が悪質なサイトにアクセスしないためのアクセス制限もかけられていた。これは「閲覧が推奨できないサイトについてアクセスを制限する」というものではなく、「全体に対して制限がかかっており、推奨できるもののみアクセスを許可する」というもの（いわゆるホワイトリスト方式）で、アクセス制限をかけるとほとんどのサイトを見ることが出来なかった。

### GETモール
ネット通販のページ。『ランドネットディスク』と『マリオアーティスト ポリゴンスタジオ』を除く64DD用ソフトや、NINTENDO64や64DDソフトに関連する書籍やCD等のグッズが売られていた。
支払いは「ランド」という単位のサイト専用通貨でも可能。

### メール
電子メールサービスで、ドメインは「@**.randnet.ne.jp」。
添付ファイルをつけることは不可能だが、ランドネットユーザー同士のメールの場合、独自のアイコン画像を添付できた。このアイコンを使った「スタキャラ」という企画もあった。

## コミュニケーションキットで利用できるサービス
マリオアーティストシリーズのコミュニケーションキットの項を参照。

## その他
- 会員には、新聞形式の紙、ドシンとマリオのクリスマスカード（マリオのカードの裏には宮本茂のメッセージ付）等が無料で郵送された。また、申し込めば有料で紙版「巨人のド新聞」を購読することもできた。
- 当初ランドネットではファミリーコンピュータやスーパーファミコンのゲームソフトを配信する計画が存在し、会員へ対しては配信希望タイトルのアンケート調査も実施された。しかしこのゲーム配信サービスは実現されないままランドネットは終了した。後にこの構想はバーチャルコンソールという名でWiiやWii U、ニンテンドー3DSで行われ、実現された。